# Оксид технеция(VII)
Оксид технеция(VII) — неорганическое соединение, оксид металла технеция с формулой Tc2O7, светло-жёлтые кристаллы, реагирует с водой.

## Получение
- Окисление технеция кислородом:

{\displaystyle {\mathsf {4Tc+7O_{2}\ {\xrightarrow {450-500^{o}C}}\ 2Tc_{2}O_{7}}}}
- Окисление кислородом воздуха оксида технеция(IV):

{\displaystyle {\mathsf {4TcO_{2}+3O_{2}\ {\xrightarrow {200^{o}C}}\ 2Tc_{2}O_{7}}}}
- Разложение технециевой кислоты:

{\displaystyle {\mathsf {2HTcO_{4}\ {\xrightarrow {160^{o}C}}\ Tc_{2}O_{7}+H_{2}O}}}

## Физические свойства
Оксид технеция(VII) образует светло-жёлтые кристаллы.

## Химические свойства
- Разлагается при нагревании:

{\displaystyle {\mathsf {2Tc_{2}O_{7}\ {\xrightarrow {260^{o}C}}\ 4TcO_{2}+3O_{2}}}}
- Реагирует с водой:

{\displaystyle {\mathsf {Tc_{2}O_{7}+H_{2}O\ {\xrightarrow {}}\ 2HTcO_{4}}}}
- Реагирует с щелочами:

{\displaystyle {\mathsf {Tc_{2}O_{7}+2NaOH\ {\xrightarrow {}}\ 2NaTcO_{4}+H_{2}O}}}
- При высокой температуре реагирует с серой:

{\displaystyle {\mathsf {2Tc_{2}O_{7}+15S\ {\xrightarrow {1000^{o}C,p}}\ 4TcS_{2}+7SO_{2}}}}
- Реагирует с тетрахлорметаном:

{\displaystyle {\mathsf {Tc_{2}O_{7}+7CCl_{4}\ {\xrightarrow {400^{o}C}}\ TcCl_{4}+7CCl_{2}O+3Cl_{2}}}}
- Является слабым окислителем:

{\displaystyle {\mathsf {Tc_{2}O_{7}+5KI+14HCl\ {\xrightarrow {30-50^{o}C}}\ 2K_{2}[TcCl_{6}]\downarrow +3I_{2}\downarrow +2KCl+7H_{2}O}}}
- Растворяется в концентрированном растворе аммиака:

{\displaystyle {\ce {Tc2O7 + 2(NH3*H2O)=2NH4TcO4 + H2O}}}